# Friedrich Albrecht zu Eulenburg
Pour les articles homonymes, voir Eulenburg.
Le Comte Friedrich Albrecht zu Eulenburg (29 juin 1815 - 2 juin 1881) est un diplomate et homme politique prussien. Il mène l'expédition Eulenburg et sécurise le Traité prusso-japonais du 24 janvier 1861, l'un des "traités inégaux" que les puissances européennes imposèrent en Extrême-Orient.

## Biographie
Eulenburg est né à Königsberg. Il est l'aîné des enfants de Friedrich Leopold comte zu Eulenburg (de) (Prassen (de), 26 décembre 1787 - Königsberg, 30 juillet 1845) et d'Amalie Julie Eleonore née von Kleist (Perkuiken, 26 mai 1792 - Königsberg, 16 novembre 1830).
Eulenburg étudie au collège Fridericianum à Königsberg puis le droit aux universités de Königsberg et de Bonn et travailla comme fonctionnaire à Oppeln puis dans divers ministères à Berlin. En 1852, il entre au service diplomatique en tant que consul-général à Anvers. La croissance du commerce prussien mène à rechercher de nouveaux partenaires commerciaux en Asie du Sud-Est et orientale et il est choisi pour diriger une importante mission commerciale. Il part en octobre 1859 pour le Japon, la Chine et le Siam.
En janvier 1861, il conclut un traité avec le Bakufu, basé sur le traité d'amitié et de commerce anglo-japonais. En septembre de la même année, il conclut un autre traité avec l'empire des Qing, qui est similaire avec le traité de Tianjin que la France et la Grande-Bretagne avaient conclu avec la Chine trois ans plus tôt.

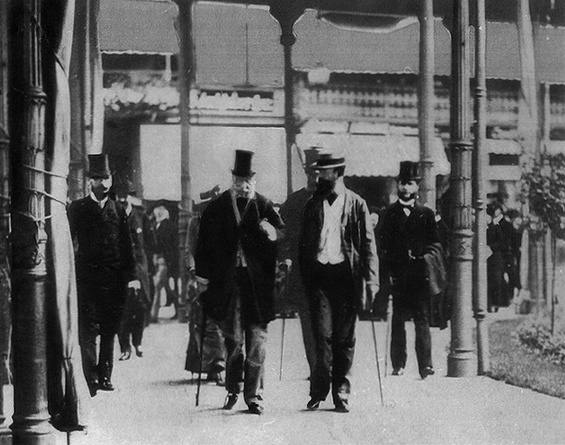
Guillaume Ier de Prusse et le comte Benedetti à Bad Ems. La rencontre mena à la dépêche d'Ems.

Il devient ministre de l'Intérieur de Prusse le 8 décembre 1862. À la suite de la croissance de l'administration prussienne en 1864 et 1866, Eulenburg institue des réformes administratives dans les anciennes provinces. Cependant, il rencontre l'opposition des catholiques à l'Ouest et celui des libéraux à l'Est. Il accompagne le roi Guillaume Ier de Prusse pendant les négociations avec l'ambassadeur français, le comte Vincent Benedetti, à Bad Ems juste avant le déclenchement de la guerre franco-prussienne.
Ses projets de réformer l'administration municipale prussienne sont bloqués par Otto von Bismarck et Eulenburg démissionne le 30 novembre 1878 pour être remplacé par son cousin germain Botho zu Eulenburg.

## Famille
Les parents d'Eulenburg se marient à Königsberg le 23 octobre 1881. Il est le frère de :
- Adalbert Graf zu Eulenburg (10 novembre 1812 - 17 juin 1814)
- Marie Gräfin zu Eulenburg (13 octobre 1813 - 10 février 1818)
- Eliese Gräfin zu Eulenburg (Königsberg, 27 août 1817 - Berlin, 15 juin 1853), décédé sans être marié et sans enfants
- Philipp Graf zu Eulenburg (Königsberg, 24 avril 1820 - Berlin, 5 mars 1889), marié à Berlin le 22 avril 1846 à Alexandrine baronne von Rothkirch und Panthen (Glogau, 20 juin 1824 - Meran, 11 avril 1902), les parents du prince Philipp zu Eulenburg.

Eulenburg ne s'est jamais marié et n'a pas d'enfants.

## Distinctions
- Ordre de l'Aigle rouge (1862)[2]